# Jaroslava Durčáková
Jaroslava Durčáková (* 21. března 1941 Praha) je česká ekonomka a bývalá rektorka Vysoké školy ekonomické v Praze.

## Životopis

### Pracovní kariéra
Jaroslava Durčáková ukončila studium na VŠE (Fakulta financí a úvěru) v roce 1963. Po ukončení studia pracovala v Státní bance československé (do roku 1964), poté se vrátila na VŠE. Zde byla interní aspirantkou (1964–1968) a následně odbornou asistentkou na katedře financí a úvěrů. V letech 1990–1993 byla vedoucí katedry měnové politiky a v letech 1991–1993 proděkankou Fakulty financí a účetnictví pro zahraniční vztahy. V letech 1993–1999 byla prorektorkou VŠE pro zahraniční vztahy.
Ve funkci rektorky se podílela na rozhodnutí o zavádění evropských kreditů, zastavení vývoje školního informačního systému vlastními silami, během jejího funkčního období bylo zajištěno financování Rajské budovy a její stavba. Její působení ve funkci rektorky je taktéž silně spojeno s internacionalizací školy – zasloužila se o podepsání spolupráce s mnoha zahraničními univerzitami a se zajištěním zázemí pro výměnné studenty v Praze. Během jejího působení ve funkci rektorky došlo taktéž ke krizi na Fakultě národohospodářské a k omezení přístupu studentů ze Slovenska na koleje VŠE (před vstupem České republiky do Evropské unie).

### Akademické hodnosti
- CSc. – 1978
- doc. – 1990 (finance)
- prof. – 2011 (finance)

V roce 2011 obdržela Medaili Aloise Rašína. Je či byla členkou mnoha vědeckých rad (VŠE a Fakulta financí a účetnictví, Vysoká škola báňská, Ekonomická univerzita v Bratislavě, Vysoká škola báňská – Technická univerzita Ostrava, Česká zemědělská univerzita v Praze).
Odborným zaměřením Jaroslavy Durčákové jsou mezinárodní finance.

## Volby do funkce rektora VŠE
V roce 1999 kandidovala Jaroslava Durčáková na funkci rektorky VŠE. V tomto roce kandidovalo do funkce celkem sedm kandidátů:
- doc. Jiří Ivánek (vyřazen v prvním kole)
- prof. Jiří Jindra (vyřazen v prvním kole)
- doc. Jaroslava Durčáková (zvolena rektorkou ve třetím kole se ziskem 16 hlasů z 31)
- doc. Štěpánka Nováková (vyřazena v druhém kole)
- doc. Mikuláš Pichanič (vyřazen v prvním kole)
- doc. Michal Spirit (vyřazen v prvním kole)
- prof. Milan Žák (vyřazen v třetím kole)

V roce 2002 kandidovala do funkce rektorky doc. Durčáková spolu s doc. Pichaničem. Doc. Durčáková byla zvolena v třetím kole.